# Стони Плејн (Алберта)
Стони Плејн (енгл. Stony Plain) је варош у централним деловима канадске провинције Алберта, у оквирима статистичког региона Велики Едмонтон. Смештен је између градова Едмонтона и Спрус Гроува.
Није јасно да ли је насеље име добило по припадницима народа Накода (или Стони) или захваљујући шкотском геологу Џејмсу Хектору који је истраживајући тај крај уочио бројне гомиле разасутих стена глацијалног порекла (енгл. stone - камен). Садашње име датира из 1892. године.
Према подацима пописа становништва из 2011. у варошици је живео 15.051 становник, што је за чак 21,7% више у односу на 12.363 житеља колико је регистровано приликом пописа 2006. године. На основу броја становника Стони Плејн задовољава услов за добијање статуса града у Алберти (више од 10.000 житеља).
Варошица је позната по бројним муралима који се налазе на фасадама а који описују важније догађаје и личности из историје тог краја, те га често називају и градом са осликаном прошлоћу.

## Становништво
| 1996. | 2001. | 2006.  | 2011.  |
| ----- | ----- | ------ | ------ |
| 8.274 | 9.589 | 12.363 | 15.051 |